# انتقادية

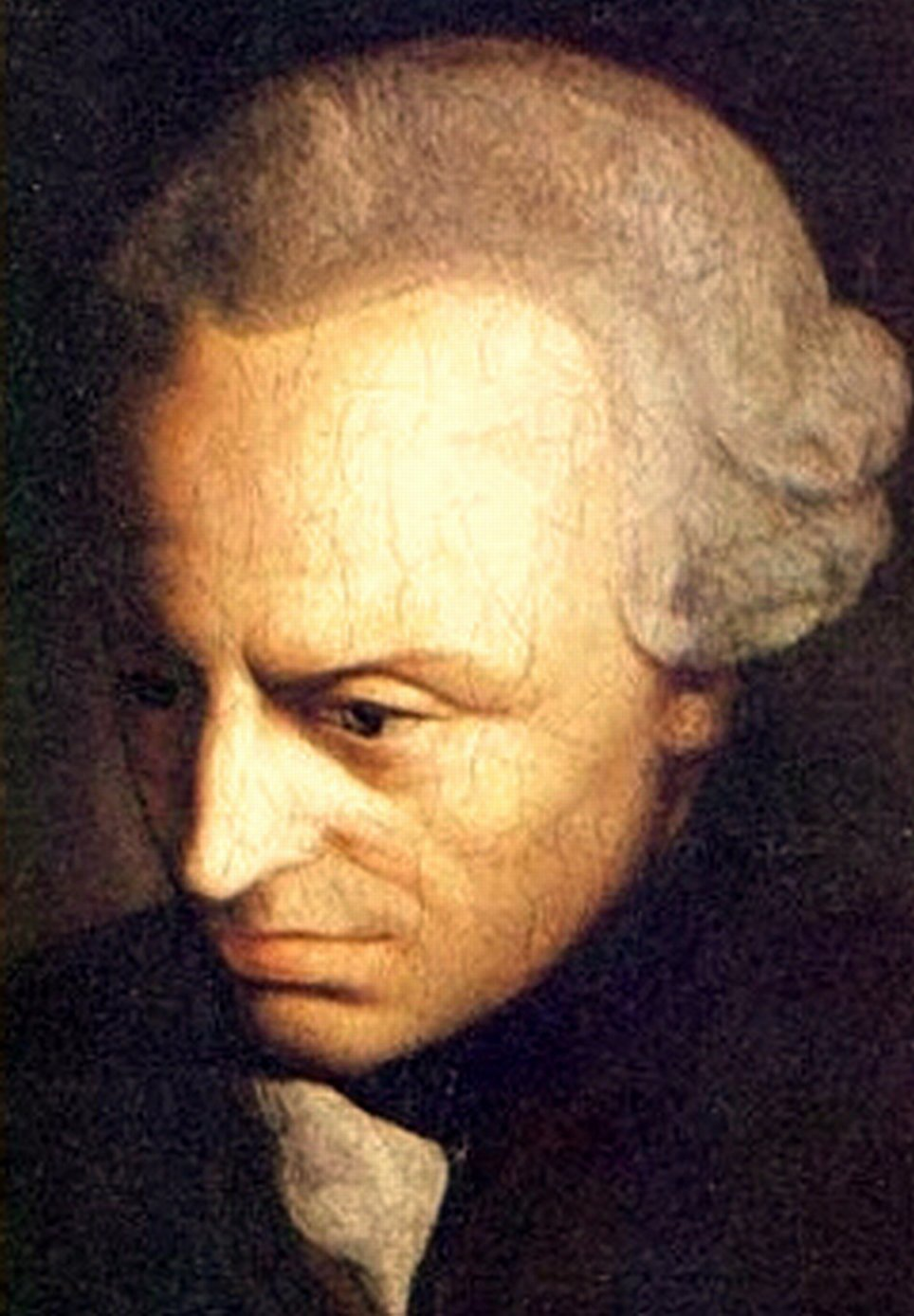

الانتقادية أو الفلسفة النقدية Critisim هي مذهب الفيلسوف الألماني العقلاني إيمانويل يوحنا جورج كانط(1724-1804)م، والقائل بثنائية المعرفة بين الشيء في ذاته Ding an Sich أو النومين نومينونوالظاهرة ظاهرة ،والقائل بثلاثية قوى المعرفة(صورتا الحساسية: الزمان والمكان/الفهم Verstand/العقل Vernunft)، والقائل ببناء التصديق النظري في الموضوعات المتعالية Transendental Objects على أساس مسلمات العقل العملي Practical Reason (وجود الله/خلود الروح/حرية الإرادة).
_وقد تبعتها الانتقادية المحدثة Neo-Critisim في القرن التاسع عشر على يد شارل رينوفييه C. Rénovier.